# Oltmann Thyen

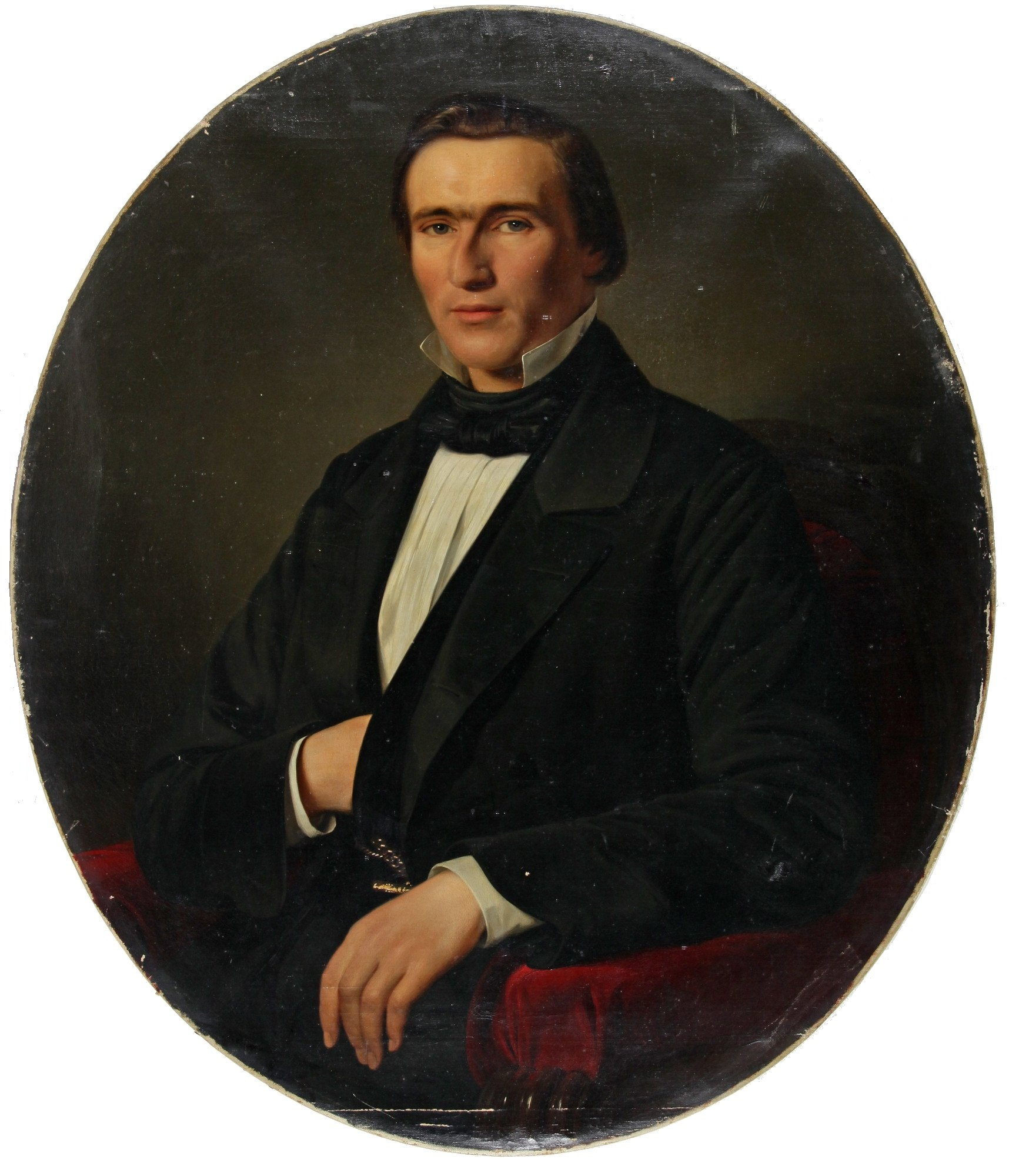
Oltmann Thyen, gemalt von Louis Ammy Blanc

Oltmann Thyen (* 1821 in Apen/Oldenburg; † 1891 in Bremen?) war ein bremisch-oldenburgischer Kaufmann und Reeder.

## Leben

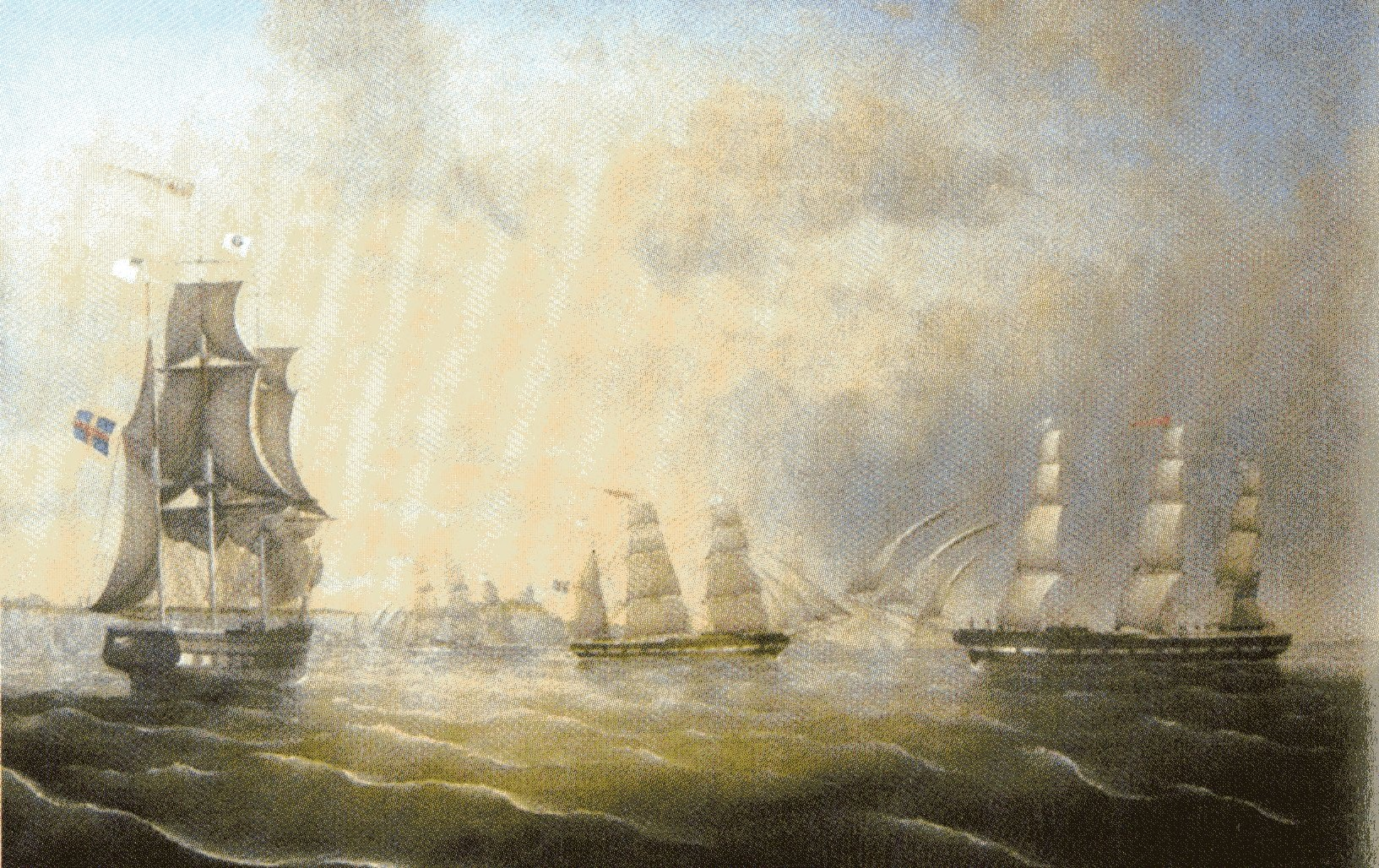
Die oldenburgischen Barken Mimi und Schlosser sowie das Vollschiff O. Thyen vor Dover. Ölgemälde von Carl Justus Harmen Fedeler

Thyen wuchs im Ammerland als Sohn vom Kaufmann Albert Friedrich Thyen und seiner Ehefrau Cecillia Thyen (geborene Thiele) auf. Er gründete 1851 die Schiffsreederei O. Thyen. Im selben Jahr heiratete er Maria S. R. Wilkens (1829–1867), eine Tochter des Bremer Kaufmanns Georg Wilkens.
Am 27. April 1854 lief das von der Behrens-Werft in Harrien, heute Teil von Brake (Unterweser), erbaute Vollschiff O. Thyen vom Stapel. 1856 wurde das Schiff an die kurz zuvor gegründete Oldenburgische Rhederei-Gesellschaft in Brake verkauft; 1867 ging das Schiff erneut an Thyens Reederei in Bremen, der dort inzwischen auch großherzoglich-oldenburgischer Konsul geworden war und an der Schlachte 38 residierte.
1883 kaufte Thyen ein etwa 100 Morgen großes Wiesengelände am Ortsrand von Blumenthal/Unterweser (Kreis Blumenthal) in der Gemeinde Beckedorf und ließ sich dort ein Schloss im Stil des Historismus mit Freitreppe für sechzigtausend Goldmark errichten. Das Schloss wurde nach einem Brand 1962 abgerissen.
Kinder
Thyen hatte fünf Kinder, neben den Töchtern Mimi, Dora und Elisabeth die Söhne Oskar, der eine Zigarrenfabrik in „Holland“ besaß, und Herrmann (* 1865 in Bremen), der Gutsbesitzer in der Uckermark war und zusätzlich eine Porzellanfabrik in Weimar verwaltete.